# Bodrogolaszi
Bodrogolaszi là một thị trấn thuộc hạt Borsod-Abaúj-Zemplén, Hungary. Thị trấn này có diện tích 20,61 km², dân số năm 2010 là 943 người, mật độ 46 người/km².